# Сухоровский, Владимир Марцельевич
Влади́мир Марце́льевич Сухоро́вский (9.02.1872 - не ранее 1909) — русский архитектор.

## Биография

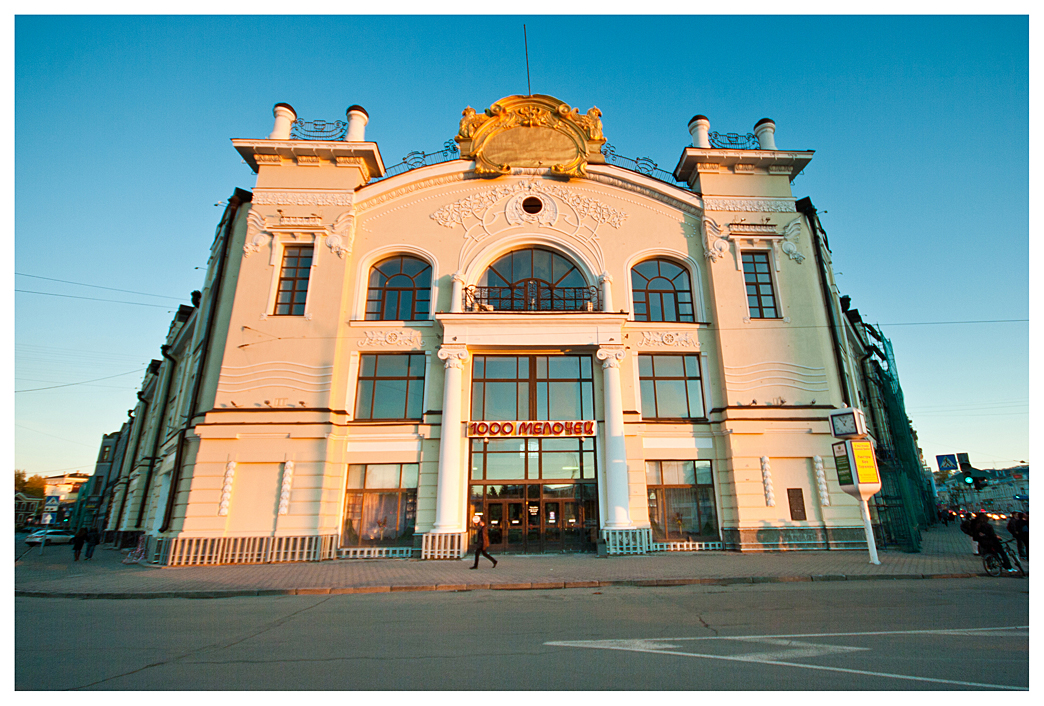
Второвский Пассаж в Томске

Родился и вырос в Санкт-Петербурге; сын салонного живописца пореформенной эпохи академика Марцелия Сухоровского, автора имевшей громкую известность картины «Нана».
Окончил институт гражданских инженеров (1899). Работал в Либаве, Петербурге, Царском Селе, Москве.
С января 1901 года служил при управлении службы пути Сибирской железной дороги в Томске, инженер. По совместительству в 1902—1907 годах преподавал черчение и рисование в Томском технологическом институте.
Выполнял заказы частных лиц.
С октября 1909 года — архитектор Сахалинской области.

## Значительные работы
Пассаж торгового дома «Второв и сыновья» (1903—1905) в Томске.